# Asano Nagamasa
Asano Nagamasa (浅野 長政?; 1546 – 29 maggio 1611) è stato un daimyō giapponese del periodo Sengoku, cognato di Toyotomi Hideyoshi.

## Biografia
Nagamasa era figlio di Yasui Shigetsugu e nipote di Asano Nagakatsu che lo adottò nel clan Asano. Servitore di Hideyoshi, lo affiancò durante la campagna contro il clan Mōri nel periodo 1577-82. Nel 1584 ebbe un ruolo di mediatore durante la guerra tra Hideyoshi e Tokugawa Ieyasu; lo stesso anno venne nominato come uno dei 5 Go-Bugyō (amministratori di alto rango) assieme a Maeda Gen'i, Mashita Nagamori, Natsuka Masaie e Ishida Mitsunari ricevendo il titolo di Danjō-shōsuke.
Durante la campagna contro gli Hōjō combatté nelle provincie di Kōzuke e Musashi catturando diversi castelli tra i quali Iwatsuki ed Edo. Poco dopo venne inviato a controllare le provincie di Dewa e Mutsu. 
Nel 1598 le invasioni della Corea di Hideyoshi stavano per finire e Asano fu mandato in Corea con il suo commissario Ishida Mitsunari per organizzare il ritiro giapponese. Asano fu assicurato dai generali che la guerra stava andando bene e che erano sull'orlo della vittoria. Ishida tuttavia non era d'accordo e sostenne il ritiro dalla Corea. Ritornati in Giappone, i daimyō di tutto il paese furono coinvolti nel dibattito sul ritiro e il disaccordo si trasformò in una spaccatura governativa. I Go-Bugyō vennero sciolti poco dopo, essendo già stato sostituito dal consiglio dei cinque reggenti (Tairō) da Hideyoshi prima della sua morte.
Dopo la morte di Hideyoshi, avendo relazioni con entrambe le parti in conflitto, decise di non schierarsi e si ritirò dalla vita pubblica a Fuchū (Musashi). Tuttavia nel 1600 seguì Tokugawa Hidetada nel Tosando e ricevette 10.000 koku come ricompensa.
Nagamasa venne succeduto dal figlio Asano Yoshinaga.